# Michael Larkin
Michael Larkin, né le 1er janvier 1837 à Lusmagh et mort exécuté le 23 novembre 1867 à la prison de New Bailey (Salford), est un patriote irlandais.

## Biographie

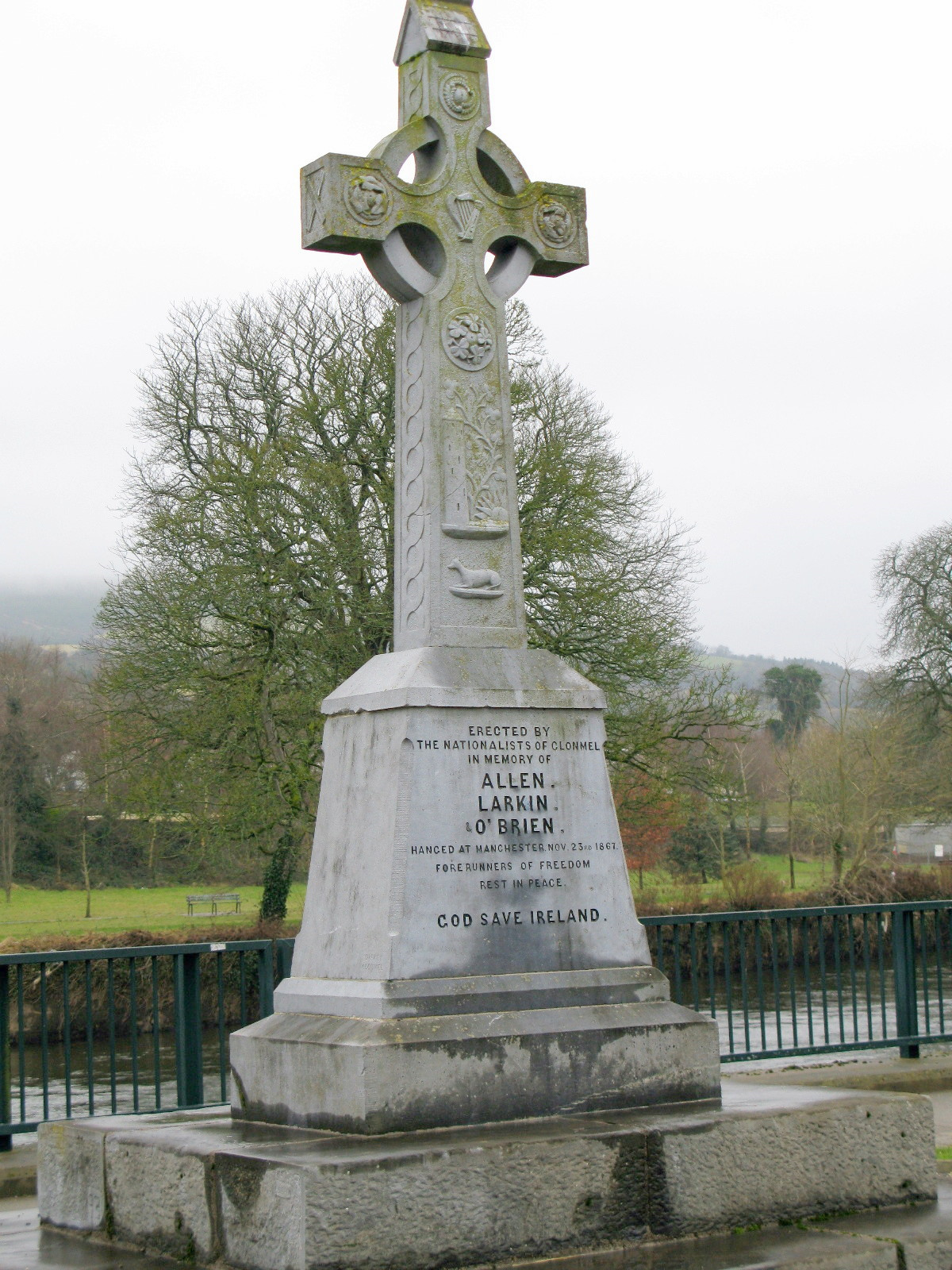
Monument en hommage à Allen, Larkin et O'Brien

Un des chefs des Fenians, il dirige les opérations à Manchester mais est capturé en compagnie de Fred William Allen, Thomas John Kelly, Timothy Deasy et Goold. Accusé du meurtre d'un policier, il est exécuté par pendaison à la prison de New Bailey à Salford avec Fred William Allen et William Michael O'Brien (nom réel de Goold), Kelly et Deasy étant parvenus à s'évader.
En 1867, Timothy Daniel Sullivan écrit le God Save Ireland, publié initialement le 7 décembre 1867 ; les paroles sont inspirées du discours qu’Edmund O'Meager Condon avait prononcé dans les docks pendant que se tenait le procès des trois Martyrs de Manchester. Après leur exécution, le God Save Ireland a également été adopté par le mouvement des Féniens.
Jules Verne le mentionne de manière erronée en écrivant « Laskin » dans son roman Les Frères Kip (partie 2, chapitre X).
Son cénotaphe est au cimetière de Glasnevin.
Le monument hommage du Grand Manchester a été érigé le 27 novembre 1898.